# Бишоп, Барбара
Барбара Бишоп (в замужестве — Бовелл; англ. Barbara Bishop (Bovell); род. 10 февраля 1956, Скарборо, Сангр-Гранде) — барбадосская легкоатлетка, выступавшая в беге на средние дистанции. Участница летних Олимпийских игр 1972 года.

## Биография
Барбара Бишоп родилась 10 февраля 1956 года в тринидадском городе Скарборо.
Училась в средней школе Кодрингтон.
В 1972 году вошла в состав сборной Барбадоса на летних Олимпийских играх в Мюнхене. В беге на 400 метров в 1/8 финала заняла последнее, 7-е место, показав результат 56,35 секунды и уступив 2,75 секунды попавшей в четвертьфинал с 5-го места Каролине Кефер из Австрии. В эстафете 4х400 метров сборная Австрии, за которую также выступали Лорна Форд, Марсия Тротман и Хизер Гудинг, заняла в полуфинале последнее, 7-е место, показав результат 3 минуты 44,5 секунды и уступив 13,61 секунды попавшей в финал с 4-го места команде Финляндии.

## Личный рекорд
- Бег на 400 метров — 55,9 секунды (1973)[1]

## Семья
Сын — Джордж Бовелл (род. 1983), тринидадский пловец. Бронзовый призёр летних Олимпийских игр 2004 года, участник летних Олимпийских игр 2000, 2008, 2012 и 2016 годов.
Сын — Ник Бовелл (род. 1986), тринидадский пловец. Участник летних Олимпийских игр 2008 года.